# 弘前市立石川小学校
弘前市立石川小学校（ひろさきしりつ いしかわしょうがっこう）は、青森県弘前市大字石川にある公立小学校。

## 沿革
- 1874年（明治7年）12月10日 - 石川村4番地の個人宅を借り、宿川原小学分校として発足。
- 1877年（明治10年）
  - 11月8日 - 石川村1番地の個人宅に移転。
  - 11月13日 - 宿川原小学より独立し、石川小学と改称。
- 1881年（明治14年）8月 - 石川村68番地に校舎新築移転。
- 1885年（明治18年）3月 - 大沢・森山の両小学を併合し、大沢季節分校を開設。
- 1886年（明治19年） - 石川簡易小学校と改称。
- 1890年（明治23年） - 石川尋常小学校と改称。
- 1897年（明治30年）10月 - 大沢季節分校が、通年制分校となる。
- 1899年（明治32年）6月 - 高等科を併置し、石川尋常高等小学校と改称。
- 1913年（大正2年）4月1日 - 八幡館・薬師堂尋常小学校と併合、石川字庄司川添19番地1号の現在地に校舎新築。
- 1918年（大正7年）4月1日 - 乳井分校廃校。
- 1941年（昭和16年）4月1日 - 国民学校令により、石川国民学校と改称。
- 1947年（昭和22年）4月1日 - 学校教育法（旧法）施行により、石川町立石川小学校と改称。同日、石川中学校を併設し、高等科生を中学校に移籍。
- 1949年（昭和24年）10月1日 - 石川中学校が、独立校舎に移転。
- 1957年（昭和32年）9月1日 - 石川町が弘前市に合併されたことにより、弘前市立石川小学校と改称。
- 1967年（昭和42年）9月14日 - 校舎新築落成式挙行。
- 1968年（昭和43年）3月31日 - 大沢分校が廃校。
- 1995年（平成7年） - 石川小学校・中学校屋外運動場整備[1]。
- 1997年（平成9年） - プール改築[2]。
- 2011年（平成23年） - 耐震補強実施[3]。
- 2012年（平成24年） - 石川小学校・中学校校舎耐震補強工事[1]。
- 2013年（平成25年）3月15日 - 屋内運動場を増改築[4]。
- 2022年（令和4年）11月 - 本校と石川中学校との小中一貫の校舎と地区の公民館などの公共施設を集約した複合施設の建設が始まる[2]。なお、2013年に新築した体育館と1997年に改築したプールは、そのまま継続使用する[5]。
- 2024年（令和6年）
  - 初夏 - 本校を含む複合施設が完成。
  - 7月28日 - 旧校舎のお別れ会開催[6]。
  - 8月6日 - 新校舎に移転[7]。
  - 8月26日 - 新校舎での授業開始[8]。

## 教育目標
- ○かしこい子
- ○やさしい子
- ○たくましい子

## 通学区域
石川、小金崎、八幡館、大沢、乳井、薬師堂、小金崎1丁目

## アクセス
- 北星交通乗合タクシー石川地区線で、「石川学校前」停留所下車後、徒歩約165m・約数分。
  - 北星交通乗合タクシーは予約制。詳しくは、こちらのサイトを参照。
- 弘南鉄道大鰐線石川駅から、
  - 徒歩約800m・約12分。
  - 上述の乗合タクシー石川地区線で、「石川学校前」停留所まで2分、下車後徒歩。
- JR東日本奥羽本線石川駅から、上述の乗合タクシー石川地区線で、「石川学校前」停留所まで7分、下車後徒歩。
- 弘南バス碇ヶ関線「石川西口」バス停から、徒歩約1.2km弱・約18分。
- 東北自動車道大鰐弘前ICから、車で約510m・約2分。

## 学校周辺
- 弘前市立石川中学校 - 主な進学先で、敷地が隣接。
- 大湯石材店
- 青森県道260号石川百田線
- 青森県道41号弘前環状線
- 平川
- 国道7号石川バイパス
- 東北自動車道大鰐弘前IC

## 参考資料
- 『青森県教育史 別巻』（青森県教育委員会・1973年12月20日発行）715頁～716頁「学校沿革 小学校 石川小学校」に記載の沿革より。